# Bel-Air (stanice metra v Paříži)
Bel-Air je nepřestupní povrchová stanice pařížského metra na lince 6 ve 12. obvodu v Paříži. Nachází se na Boulevardu de Picpus.

## Historie
Stanice byla otevřena 1. března 1909 jako součást prvního úseku linky 6 mezi stanicemi Place d'Italie a Nation.
Stanice byla sice vybudována na povrchu, ale koleje se z podzemí vynoří jen v úseku před a za stanicí a poté se opět noří zpět do podzemí. Toto neobvyklé uspořádání vzniklo kvůli tehdejší železniční trati, která tudy kdysi vedla a křížila dráhu linky.
V roce 1939 byla stanice (tak jako mnoho jiných) uzavřena kvůli odchodu zaměstnanců do války. Po osvobození však stanice nebyla znovu otevřena, k tomu došlo až 7. ledna 1963.

## Název
Jméno stanice je odvozeno od názvu zdejší čtvrti.

## Vstupy
Z nástupiště je východ pouze na jeho konci ve směru na Nation (a na začátku ve směru na Charles de Gaulle – Étoile) a na ulici vedou tři východy na Boulevard de Picpus u domů č. 34, 32 a 15.

## Zajímavosti v okolí
- Promenade plantée